# RYUSEI (美容師)
RYUSEI (りゅうせい、1996年5月31日 - ) は山梨県韮崎市出身の美容師。美容サロンPELEオーナー。本名は内藤 流成。

## 来歴
1996年山梨県にて生まれる。
2017年 山梨県立韮崎高等学校 卒業
2017年 資生堂美容技術専門学校 卒業、都内美容室勤務を経て「Eden」設立
2019年、Belezaにマネージャーとして参加、渡英しロンドンのサスーンアカデミーで研修。
2020年、大阪にサロン「LINDO TOKYO」オープン。
2020年 業界最速(23歳)指名売り上げ1050万円を達成
2020年 業界最年少(24歳)カミカリスマ受賞
2021年 業界最年少(25歳)書籍『BIYOHSHIFT~史上最速美容師の行動戦略~』出版
2022年 業界最年少(26歳)カミカリスマ2つ星受賞
2021年 PELE 創業
2023年 アパレルブランド「DARA」創業
2024年6月 KIRATEAカラー剤 共同開発＆リリース
2024年6月 PELEシザース 共同開発＆リリース
◯RYUSEI受賞歴
KAMI CHARISMA AWARD 2021　1つ星受賞
KAMI CHARISMA AWARD 2022　1つ星受賞
KAMI CHARISMA AWARD 2023　2つ星受賞
KAMI CHARISMA AWARD 2024　2つ星受賞
KAMI CHARISMA AWARD 2024　2つ色受賞
KAMI CHARISMA AWARD 2025　2つ星受賞
美容師の読者が選ぶ「好きな美容師ランキング2021」　第3位
美容師の読者が選ぶ「好きな美容師ランキング2022」　第1位
美容師の読者が選ぶ「好きな美容師ランキング2023」　第1位

## 著書
- 2022年『BIYOSHIFT―史上最速美容師の行動戦略―』[4]